# Euroliga 2001./02.
Ovo je 45. izdanje elitnog europskog klupskog košarkaškog natjecanja. Prvi put u povijesti sudjelovale su 32 momčadi raspoređene u četiri skupine po osam. Najbolje četiri iz svake išle su u Top 16 u kojem su bile formirane četiri skupine, a iz svake je jedna išla u poluzavršnicu. Završni turnir održan je u Bologni od 3. do 5. svibnja 2002.
- najkorisniji igrač:  Dejan Bodiroga ( Panathinaikos)

## Završni turnir

### Poluzavršnica
- Panathinaikos -  Maccabi Tel Aviv 83:75
- Benetton Treviso -  Kinder Bologna 82:90

### Završnica
- Panathinaikos -  Kinder Bologna 89:83

- europski prvak:  Panathinaikos (treći naslov)
  - sastav: Fragiskos Alvertis, Giorgos Kalaitzis, Giannis Sioutis, Johnny Rogers, Damir Mulaomerović, Dejan Bodiroga, Darryl Middleton, İbrahim Kutluay, Lazaros Papadopoulos, Ioannis Giannoulis, Juan Ignacio Sánchez, Corey Albano, trener Želimir Obradović